# We Are (Aldiousのアルバム)
『We Are』（ウィーアー）は、Aldiousのミニアルバム。2017年11月29日発売。

## 概要
アルバムとしては、前作「Unlimited Diffusion」から約6ヵ月という短いスパンでのリリースされた。またミニアルバムのリリース自体は、自主制作盤「Dear Slave」以来のことであり、現ラインナップになってからは初となる。
リーダーYoshiによると、当初はニューシングルをリリースするつもりで制作していたが、徐々に曲が増えていったためミニアルバムという形態でリリースすることにしたという。なお、今回の収録曲は、ツアー中に滞在していたホテルや自宅でメンバー各々が制作したものを持ち寄り、前作「Unlimited Diffusion」とは違ったテイストの作品になるように最終的に選曲したという。
ギターのトキは本作について、「サウンド的な振り幅はすごく広くて、激しい曲に関してはちょっと初期のAldiousっぽさも感じるんですよ。アルバムで言うと1枚目の「Deep Exceed」とか、2枚目の「Determination」あたりの荒っぽい雰囲気が音色やフレーズに出てると言うか。だからどこか懐かしい感じもしたんですよね。よっしーの曲なんかはまさにそういう雰囲気があるんだけど。」と語っている。
販売形態はデジタル配信のほかに、一般流通の「通常盤」(ALDI-016)、「CD+DVD限定盤」(ALDI-017)、オフィシャルファンクラブ会員のみが購入できる「オフィシャル・ファンクラブ限定盤」(ALDI-018)、公式通販サイトにて各500枚限定で販売される2タイプの「完全限定アナログ盤」(ALDI-016R, ALDI-017R)の全5形態でパッケージリリースされた。また、通常盤とCD+DVD限定盤を指定のレコード店で購入した者には、法人別先着特典が付属する。
2018年3月9日、6thアルバム「Unlimited Diffusion」と共に英国・欧州で同時リリースする。本作の英国・欧州盤にはボーナストラックとして4thライブDVD「Radiant A Live at O-EAST」に付属したライブアルバムから「die for you」「Sweet Temptation」「Luft」「夜桜」の4曲が追加収録されている。

## 収録内容

### CD (全タイプ共通)
アナログ盤はTr.1〜Tr.5がA面、Tr.6〜Tr.9がB面に収録されている。
1. Intro (0:15)
使用されている「We are Aldious!」という観客によるコールは、高知県・高知X-ptで行われたライブのアンコール時に発せられたものをRe:NOが自身のiPhoneで録音した音源である[3][9]。
2. We Are (4:12)
作詞：Re:NO　作曲：Yoshi
3. Persevere (3:51)
作詞：Re:NO　作曲：Yoshi
4. Absolute (4:19)
作詞：Re:NO　作曲：トキ
5. Never give up (4:55)
作詞：Re:NO　作曲：トキ
6. ここにいる不在 (4:54)
作詞：Re:NO　作曲：サワ
7. 愛しい男 (4:29)
作詞：Re:NO　作曲：トキ
8. Happy Birthday (3:49)
作詞・作曲：Re:NO
9. Travelers (6:06)
作詞：藤木莉香　作曲：Marina

### 特典CD (オフィシャル・ファンクラブ限定盤のみ)
1. We Are (Aldious Call Ver.)

### DVD (CD+DVD限定盤のみ)
1. We Are (Music Video)
2. Go Away (Music Video)
3. Without You (Music Video)
4. The Making of “We Are”
5. 梅華 (Live / from "Live Unlimited Diffusion”)

## クレジット

### 参加ミュージシャン
- Re:NO - Lead Vocal, Backing Vocal, Acoustic Guitar(Tr.8) / Guitar Solo (Tr.8)
- Yoshi - Guitar , Backing Vocal / Guitar Solo (Tr.1, 2, 5)
- トキ - Guitar, Backing Vocal / Guitar Solo (Tr.3, 4, 7, 9)
- サワ - Bass, Backing Vocal
- Marina - Drums, Backing Vocal
- 小林信一 - Backing Vocal
- Yasuhiko Tagawa - Backing Vocal

### 参加スタッフ
- 小林信一 - Producer
- 櫻井直樹 (MIT Studio) - Recording & Mix Engineer
- 小泉由香 (Orange) - Mastering Engineer
- 本多大介 - Photography
- Eloi - Artwork Design
- Snuph - Artwork Design Support